# Sphaerodactylus cricoderus
Sphaerodactylus cricoderus är en ödleart som beskrevs av  Thomas HEDGES och GARRIDO 1992. Sphaerodactylus cricoderus ingår i släktet Sphaerodactylus och familjen geckoödlor. Inga underarter finns listade i Catalogue of Life.